# Fusello (taglio di carne)

Tagli di carne bovina

Il fusello  o girello di spalla è un muscolo della spalla dei bovini. È separato dall'osso scapolare da un altro taglio chiamato cappello del prete. Si presenta come un cono allungato, da qui il nome fusello.
È un ottimo ingrediente per bolliti e spezzatini; la sua consistenza consente un taglio preciso delle fette da presentare sul piatto.